# Ada Williams
Ada Williams (2 de junio de 1913 – 12 de agosto de 1975) fue una actriz de cine estadounidense.

## Biografía
Ella era la hija de Calvin Williams de Knoxville, Kentucky.

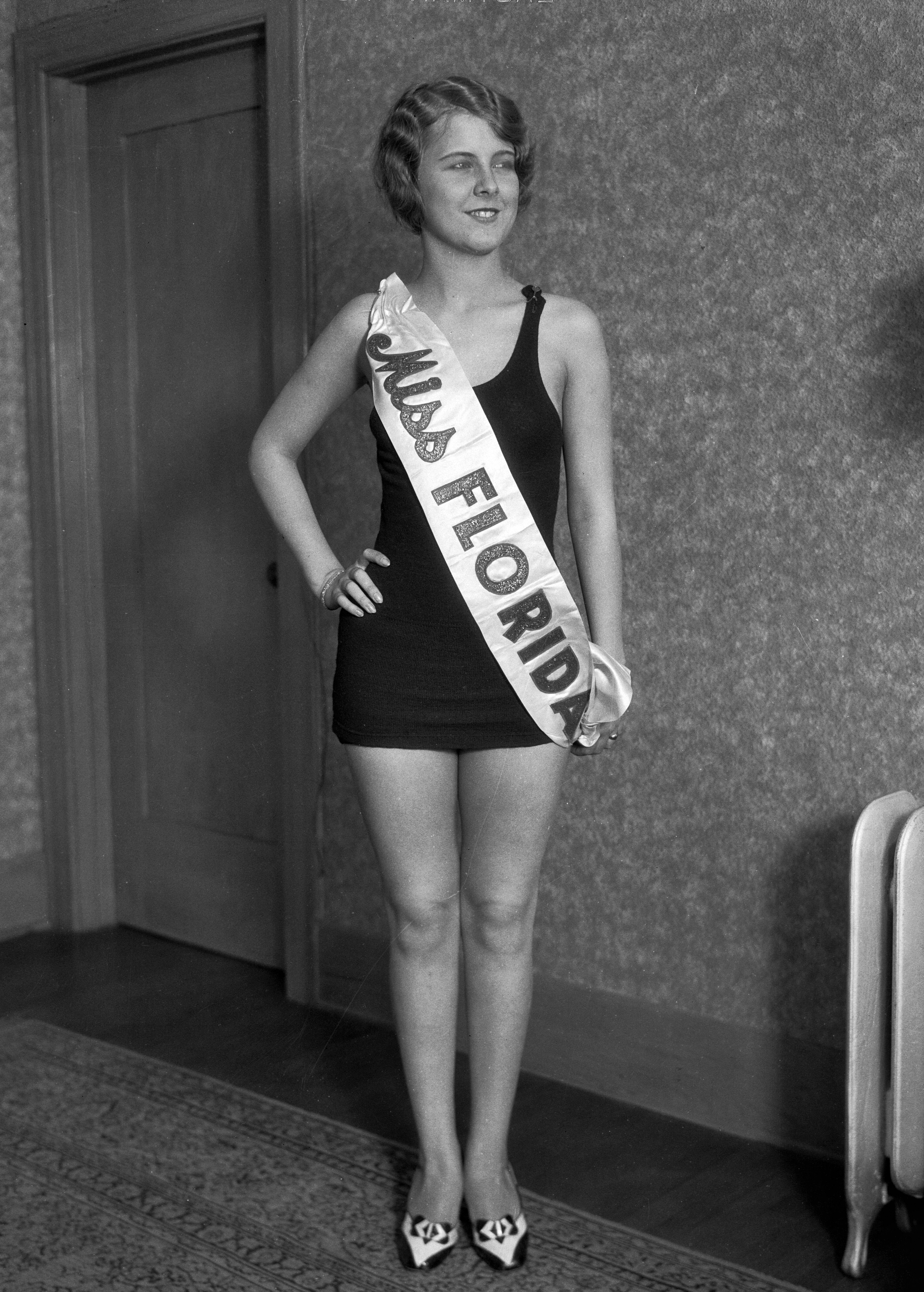
Williams en Los Ángeles, 1929

En 1927, ganó el concurso de belleza Miss Florida, y quedó primera finalista en el concurso Miss Estados Unidos.
Su carrera cinematográfica comenzó con un papel en Joy Street (1929) para la corporación William Fox Film. Como tenía 16 años, su contrato tuvo que ser validado por el sistema judicial de California. Fue acompañada por su madre, A. G. Williams. En 1929, a la edad de 18 años, se casó con William Thomas Ince, hijo de un productor de cine. Adoptó el nombre de Ada Ince, que apareció en sus posteriores créditos cinematográficos.

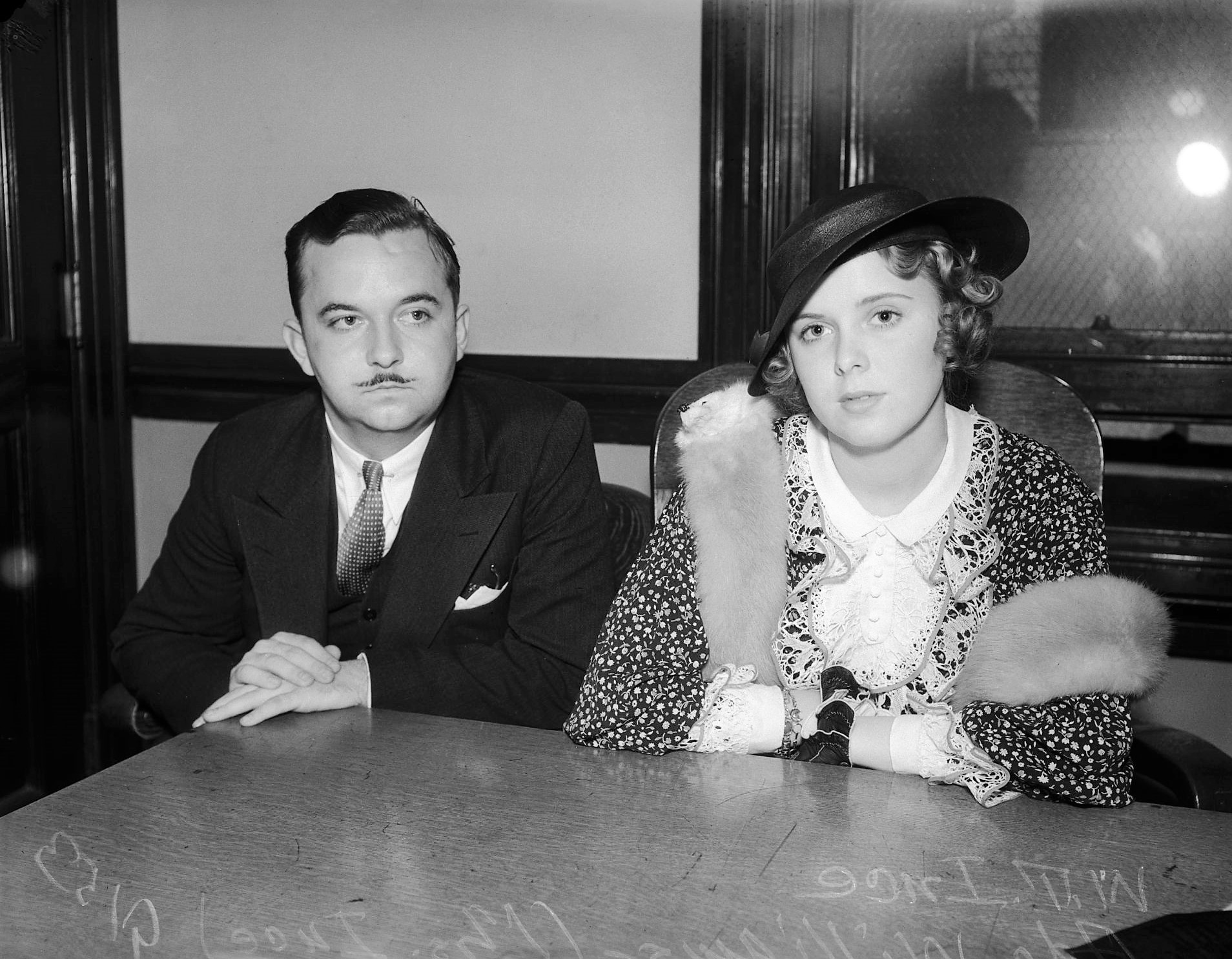
William T. y Ada Williams Ince el día de su divorcio, viernes, 13 de abril de 1934

Ambos se divorciaron en 1934. Al año siguiente, se casó con Ray Dodge, un corredor de medio fondo que compitió en los Juegos Olímpicos de 1924. Sus hijas se llamaban Diana Ada y Darlene Rae Dodge.

## Filmografía

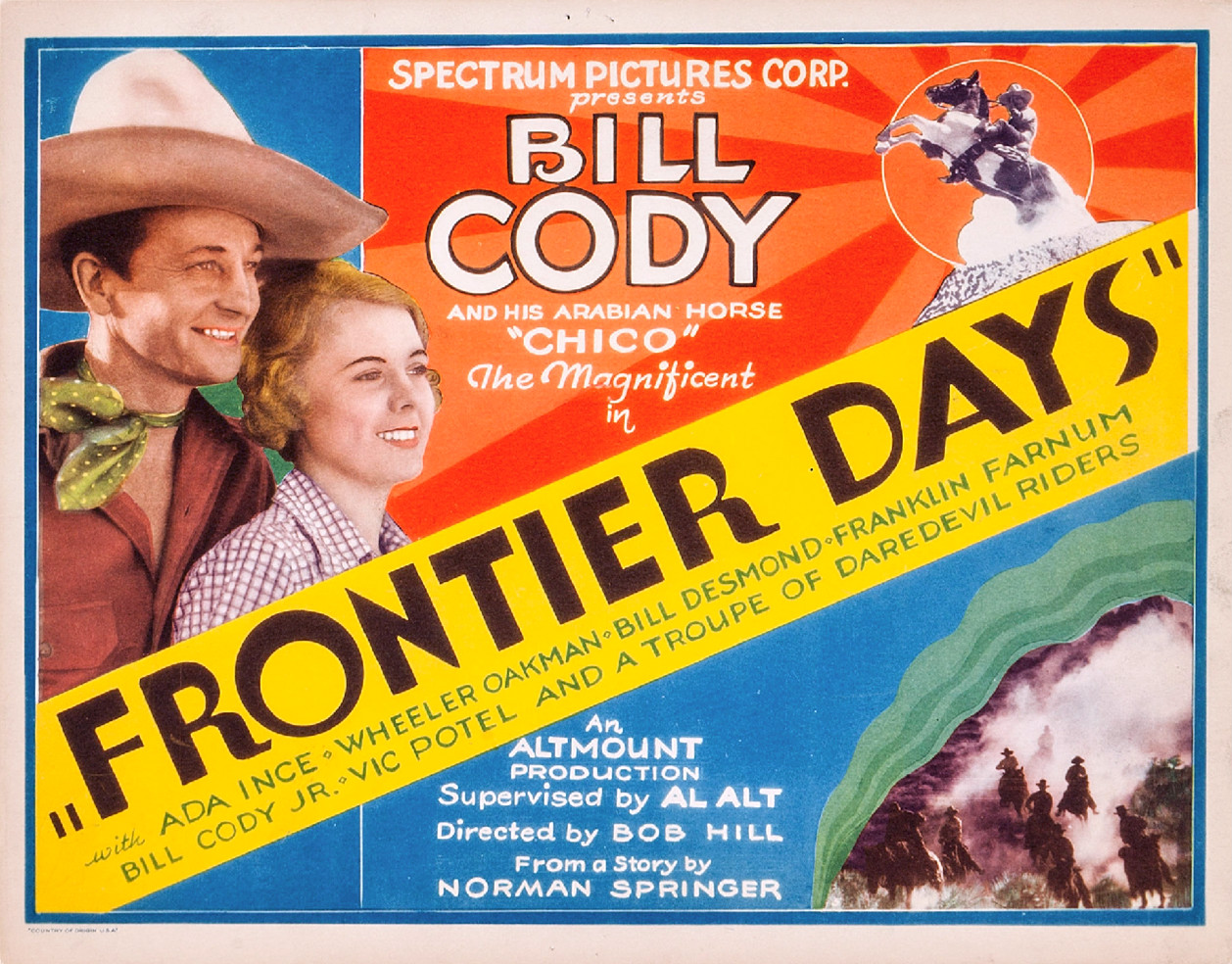
Ince con Bill Cody en Frontier Days (1934)

- Joy Street[6] (1929) como Beverly
- Common Clay[9] (1930) como hermana de Hugh
- The Vanishing Shadow[10] (1934, Serial) como Gloria Grant
- The Fighting Rookie[10] (1934) como Molly Malone
- Frontier Days[10] (1934) como Beth Wilson
- Stolen Harmony[11] (1935) como chica en sexteto (sin acreditar)
- Rainbow's End[10] (1935) como Gwen Gibson (último papel cinematográfico)